# Todd McFarlane
Todd McFarlane (Calgary, 16 de março de 1961) é um quadrinista, editor, desenhista, arte-finalista, roteirista, designer, artista plástico e empresário canadense. É fundador da Image Comics e de várias outras empresas no ramo do entretenimento e da cultura pop. É também o criador do personagem Spawn, o Soldado do Inferno. McFarlane também é conhecido por fazer animações para clipes de bandas de rock, animou os clipes Do the Evolution do Pearl Jam, Land of Confusion do Disturbed e Freak on a Leash do Korn.

## Primeiros trabalhos
Ele começou nas histórias em quadrinhos desenhando uma história de Scorpio Rose, na Revista da Marvel "Coyote". Depois ele migrou para a DC comics, aonde desenhou  "Infinity Inc" (no Brasil, Corporação Infinito) e a série "Invasão" e começou a ser conhecido pelos leitores. Depois, fez o belíssimo "Batman ano 2" para a DC, com uma de suas marcas registradas: capas imensas e esvoaçantes. A presença de McFarlane em Batman, foi um dos fatores não creditados no processo de retorno do personagem à popularidade, sendo que apenas Frank Miller e Alan Moore recebem esta fama.

### FaseMarvel comics
Depois, ele migrou novamente para a Marvel na série do "Hulk", começando na edição 330. A partir de então ele passou a se tornar o favorito dos fans.
O estrondoso sucesso veio quando assumiu o título "Homem-Aranha" em "Amazing Spider-Man #  298". Ele reaproximou o personagem do estilo inicial, desenhando-o todo encurvado como uma aranha e imbuindo-lhe seus traços detalhados, levando seus leitores a um delírio visual. A contribuição mais marcante foi a sua versão "suja" da teia do Aranha, que de uma linha fabricada assumiu o aspecto de um fluido viscoso e meio gosmento, mais próximo de uma teia natural. Com a repercussão positiva desse trabalho, a Marvel lançou uma nova série do "Homem Aranha", começando com uma nova edição número 1, fato que alavancou a popularidade do personagem gerando toda uma gama de produtos como desenhos animados, video-games bonecos, mochilas, e a especulação de um filme no início da década de 90.
Recentemente, de fato foram produzidos três filmes milionários do Homem-Aranha. Neles, muito dos movimentos do personagem e principalmente o formato da teia foram inspirados na fase desenhada por Todd McFarlane.

### FaseImage Comics
Insatisfeito com as restrições da indústria, Todd McFarlane reuniu outros desenhistas e roteiristas para criarem sua própria editora, a Image Comics. Ilustradores de peso no mundo dos quadrinhos como Jim Lee, Jim Valentino, Rob Liefeld, Sam Kieth entre outros, que receberam total controle sobre suas criações e se associaram a MacFarlane. Sua principal criação é o personagem "Spawn, o Soldado do Inferno", que juntamente com o personagem Savage Dragon, de Erik Larsen, se tornou o "carro-chefe" da Image — sendo que até hoje as revistas de ambos os personagens são publicados pela editora nos EUA e no Canadá.
Visualmente falando "Spawn" se parece com uma mistura de características do "Homem-Aranha", "Batman" (cuja capa imensa foi desenhada em "Batman ano 2"), "Doutor Estranho" e "Venom". A origem com "O Corvo" e "RoboCop". A capa do primeiro número de Spawn, e as dos números 8, 50 e 100 são uma homenagem às que fez em "Homem Aranha" número 1 para a Marvel.

## Spawn, o Soldado do Inferno
"Spawn" conta a história de Al Simmons, soldado traído por seus superiores, que é assassinado. Faz um pacto com o demônio Malebolgia e retorna do túmulo 5 anos depois, com um corpo cadavérico feito de necroplasma e poderes mágicos. Sua esposa Wanda se casou com seu melhor amigo, Terry, e se torna principal fonte de angústia para o herói. Ele passa a viver nos becos de Nova Iorque, se tornando amigo e protetor dos mendigos locais e sendo investigado por dois policiais que se tornam seus aliados, Sam e Twitch.
No decorrer da série enfrenta monstros, políticos, demônios, bandidos, anjos e por fim, o próprio Demônio em pessoa.
Traços hiper detalhados, angústia, misticismo, violência, terror se tornaram marcas registradas dessa série que se mantem estável por mais de dez anos.
Em 1994, Todd McFarlane aventurou-se no mercado de brinquedos, a princípio chamada de "Todd Toys" e mais tarde "McFarlane Toys", criando bonecos hiper-detalhados e se tornando uma das mais bem sucedidas firmas de brinquedos. Aliás, cada coleção é literalmente um item de colecionador, sendo apreciado na sua maioria por adultos. Os temas variam de super-heróis dos quadrinhos, passando por personagens de filmes e astros do esporte, como hóquei e basebol.
Em 1997, um filme baseado no personagem foi feito, numa parceria entre a McFarlane Entertainment, empresa criada por Todd para tal, e a New Line Cinema. Irregular e vagamente baseado nas histórias do persongem nas HQs, Spawn não se tornou o sucesso estrondoso que se esperava, sendo apenas mediano. Teve um orçamento de US$ 40 milhões e alcançou uma bilheteria de cerca de US$ 90 milhões mundialmente, quando foi lançado, em agosto daquele ano; Mas provou ser um esforço sincero em se produzir um filme de super-herói independente. O filme também se destaca por ter sido o primeiro filme de super-herói a ter um homem negro no papel título, no caso o ator nova-iorquino Michael Jai White, que interpretou Al Simmons/Spawn.
As três minisséries de animação "Spawn" produzidas pelo canal HBO pelo contrário, demonstraram ter uma qualidade incontestável, tornando-se um sucesso de crítica. Sendo exibidas à meia noite, todo o roteiro adulto intrincado que não pode ser exibido no filme, foi imbuído na terrorífica e angustiante animação.
Recentemente, Todd McFarlane sofreu um processo pelo jogador de hockey Tony Twist. Um dos personagens da série "Spawn" é um mafioso ardiloso que foi batizado com o mesmo nome. De acordo com o jogador Tony Twist, isso foi a causa de seu decorrente fracasso profissional. Todd McFarlane alegou coincidência e liberdade de expressão porém o fato dele ser um conhecido entusiasta de hockey (inclusive patrocinando seu próprio time) trouxe complicações para ele.
Esse não foi o único processo pelo qual McFarlane passou. Neil Gaiman entrou com um processo contra Todd McFarlane envolvendo três coadjuvantes da revista Spawn (Cogliostro, Spawn Medieval, e Angela) e um personagem chamado Marvelman. 50% dos direitos de Marvelman era do Mcfarlane, 25% do Alan Moore e os outros 25% de Neil Gaiman. Moore cedeu seus 25% para Gaiman. Todd McFarlane fez um contrato verbal prometendo a Gaiman os outros 50% se ele criasse um personagem para a revista mensal do Spawn. Gaiman criou Angela, Cogliostro e Spawn Medieval, Mas McFarlane não deu os 50% de Marvelman. Em 2002, Gaiman entrou com o processo contra McFarlane e ganhou. McFarlane é um dos mais respeitados brinquedistas da atualidade.
Depois de um longo hiato, Todd McFarlane atualmente prepara a nova série animada de "Spawn" além de ter voltado a desenhar a série regular da HQ de Spawn.